# بخش تامپسون (شهرستان دلاور، اوهایو)
بخش تامپسون (به انگلیسی: Thompson Township) یک منطقهٔ مسکونی در ایالات متحده آمریکا است که در شهرستان دلاویر، اوهایو واقع شده‌است.
 بخش تامپسون ۵۲٫۶ کیلومتر مربع مساحت و ۶۸۴ نفر جمعیت دارد و ۲۸۰ متر بالاتر از سطح دریا واقع شده‌است.